# BC Sportlust Dresde
Maillots
Le BC Sportlust Dresde fut un club allemand de football localisé à Dresde, dans la Saxe.

## Histoire
Le BC Sportlust Dresden fut fondé en 1900. Il fut l’année suivante un des trois fondateurs de la Verband Dresdner Ballspiel-Vereine (VDBV) avec le Dresdner FC 1893 et Dresdner SC 1898. Le BC Sportlust en remporta le premier championnat disputé de mars à septembre 1901.
Après 1905, le BC Sportlust Dresden participa aux épreuves de la Verband Mitteldeutscher Ballspiel-Vereine (VMBV), dans la Gau (région) Dresde/Saxe orientale.
Lors de la saison 1909-1910, le Sportlust confirma la domination des équipes de Dresde déjà marquée par le Dresdner Fußballring et le Dresdner SC en remportant à son tour le titre de la Gau (région) Dresde/Saxe orientale. Lors de la phase finale de la VMBV, le club s’inclina contre le favori du FC Wacker Halle (0-2).
Par la suite, le BC Sportlust Dresden resta anonyme et joua plus aucun rôle en vue contrairement à d'autres cercles de la localité. Ainsi dans les années 1930, il ne parvint pas à accéder à la Gauliga Sachsen. 
En 1945, le club fut dissous par les Alliés, comme tous les clubs et associations allemands (voir Directive n°23). Il ne fut pas reconstitué.

## Palmarès
- Champion de la Gau Dresden/Ostsachsen: 1910.